# Elektroodpad

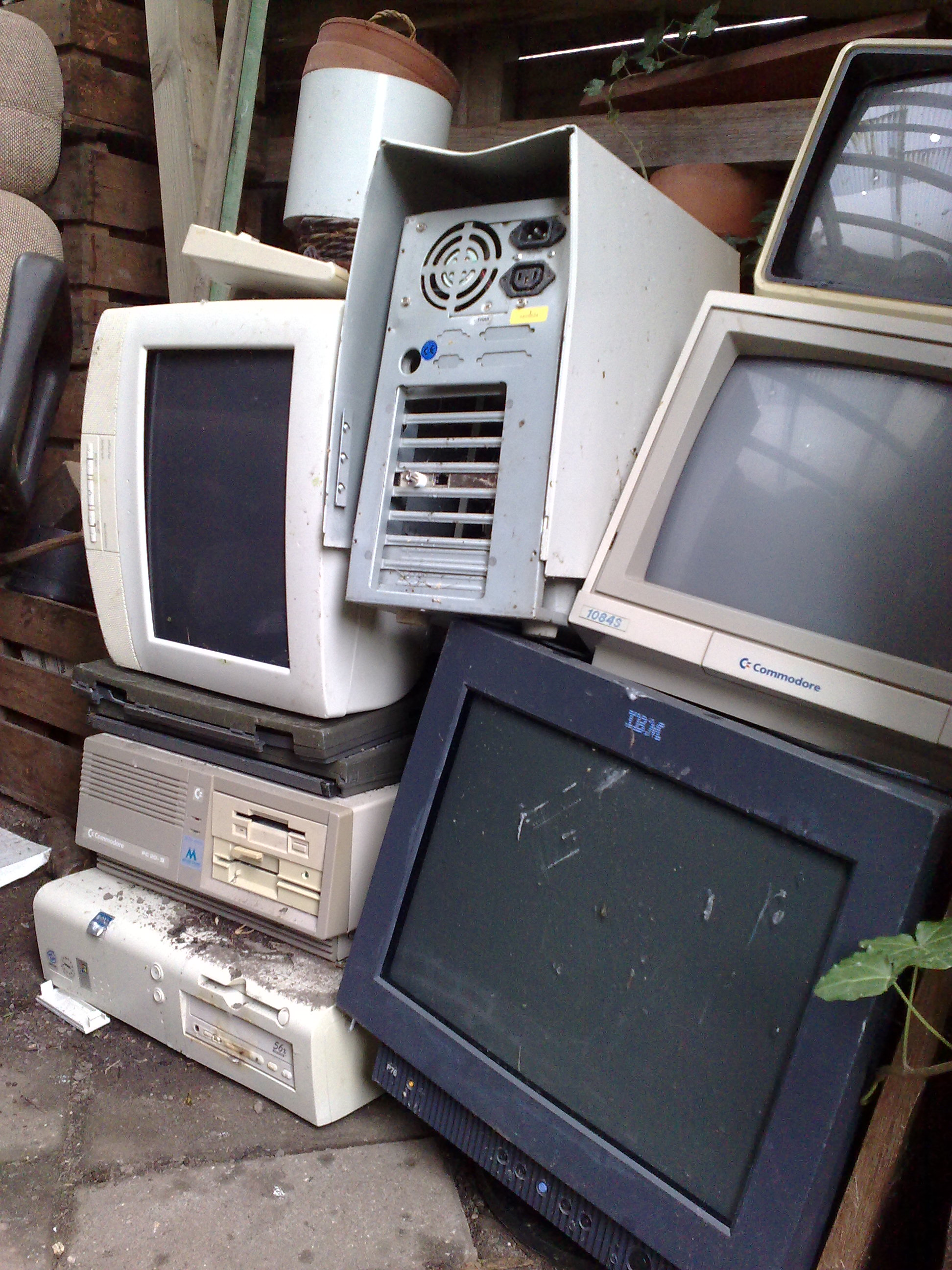
Vysloužilá počítačová technika je typickým příkladem elektroodpadu

Elektroodpad je odpad ve formě elektrospotřebičů a jejich částí, elektrických a elektronických součástek. Elektroodpad je oddělen od komunálního a směsného odpadu a má stanovena jiná pravidla jeho sběru, likvidace a nakládání s ním. Do systému zpětného odběru elektroodpadu jsou zahrnuty jen vybrané výrobky. Například baterie a akumulátory ano, klasické žárovky ne.
V roce 2019 bylo na světě vyprodukováno 53,6 milionů metrických tun elektroodpadu (v podobě vyřazených spotřebičů s baterií či elektrickou zástrčkou). Odhaduje se, že v roce 2030 dosáhne množství tohoto elektroodpadu 74 milionů metrických tun.

## Rizika
Tento druh odpadu může obsahovat nebezpečné látky (rtuť, arzen, kadmium, olovo, ftaláty, bromované zpomalovače hoření, chrom, kobalt apod.)

## Elektroodpad v Česku

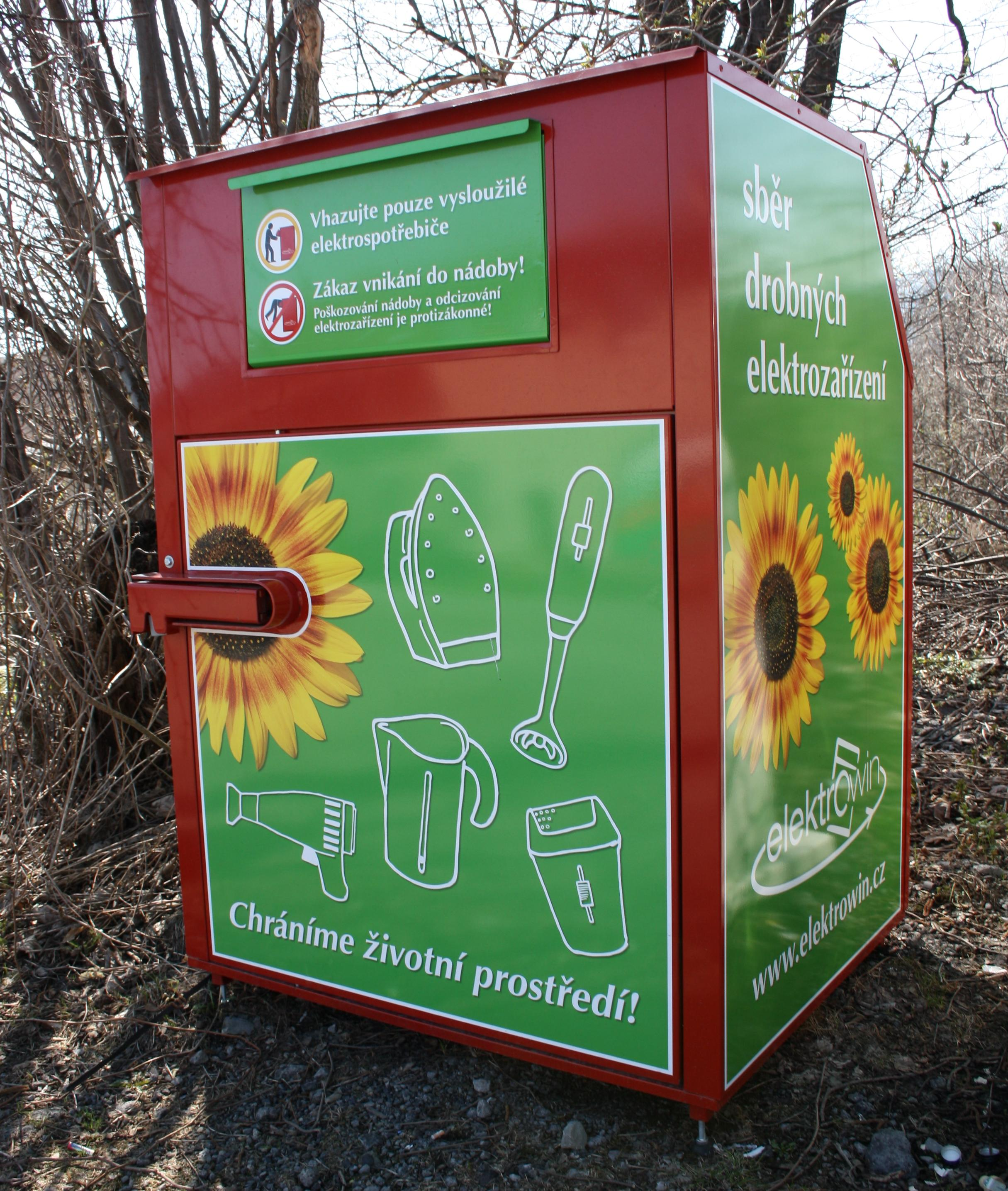
Kontejner pro elektroodpad, Bystřice v okrese Frýdek-Místek

Nakládání s elektroodpadem v České republice upravuje zákon č. 185/2001 Sb. o odpadech, platný od 13. srpna 2005. Pro elektroodpad zavádí tzv. recyklační poplatek.
V principu jsou stanovena následující obecná pravidla:
- Pro elektroodpad jsou stanovena sběrná místa, která zajišťují provozovatelé kolektivních systémů pro zpětný odběr elektrozařízení (např. ELEKTROWIN, ASEKOL, EKOLAMP) ve spolupráci s jednotlivými obcemi. Mimo tato sběrná místa je možné odevzdat elektroodpad také prodejcům elektrotechnických výrobků.
- Účelem míst zpětného odběru je převzít elektroodpad a následně ho předat ke zpracování specializovaným firmám.
- Náklady na provoz sběrných míst a likvidace elektroodpadu jsou promítnuty do velkoobchodních a následně maloobchodních cen výrobků jako tzv. recyklační poplatek (také PHE - příspěvek na likvidaci historických elektrospotřebičů). Recyklační poplatek se ve všech fakturách a účtech vykazuje odděleně od ceny výrobku.
- Přijetí elektroodpadu na místě zpětného odběru a jeho zpracování tedy probíhá ze strany spotřebitele bezplatně.

Účelem zákona a zpětného odběru je zamezení černých skládek nebezpečného odpadu. Druhým důvodem je to, že elektroodpad nezřídka obsahuje značnou část materiálů (jako jsou třeba kovy: měď, cín, hliník, zinek, někdy dokonce i zlato), které se vyplatí vytřídit a zrecyklovat k opětovnému použití.

## Elektroodpad v EU
V Evropské unii byl zpětný odběr elektroodpadu zaveden směrnicí o odpadu z elektrických a elektronických zařízení (The Waste Electrical and Electronic Equipment Directive - WEEE).

## Recyklace elektroodpadu
Recyklace elektroodpadu probíhá dvěma způsoby:
1. Ruční demontáží spotřebiče, přičemž jsou separovány jednotlivé látky jako je plast, sklo, kov či samostatné elektrosoučástky.
2. Mechanickým zpracováním za pomoci drtiče a následným manuálním rozčleněním rozdrcených kusů na pásu.

Do oběhu se následně vrací pouze recyklovatelné materiály. Obsažené plasty, které představují 15 - 20 % demontovaného odpadu, obsahují často nebezpečná aditiva, která recyklaci plastů znemožňují.

## Samorozložitelná elektronika
Časopisy VTM a Computer přinesly v srpnu 2013 články o speciálních materiálech, z kterého by v budoucnu mohly být vyráběny desky integrovaných obvodů a který se dokáže rozložit sám po určité době nebo po kontaktu s určitou látkou včetně obyčejné vody. Jsou součástí projektu nazvaného Born to Die a provádí se na University of Illinois.
Vědci se domnívají, že by malé elektronické bezdrátové přístroje mohly pomáhat při zotavování se z nemoci nebo po operaci. Jakmile se nemocný/operovaný uzdraví, přístroj v těle se rozpustí v tělních tekutinách. To vše bylo úspěšně aplikováno na laboratorní myši, která byla uzdravena a je bez dalších vedlejších účinků. S tím je ale samozřejmě spojena otázka, zda rozpuštěný přístroj nezanechá v těle škodlivé látky.